# Відносини між Алжиром і Польщею
Відносини між Алжиром і Польщею відносяться до двосторонніх, дипломатичних і культурних відносин між Алжирською Народною Демократичною Республікою і Польською Республікою.

## Презентація
Дві країни мають історичні зв'язки, що сягають подібності боротьби за свободу поляків та алжирців від іноземних завойовників, і вона мала значний вплив, який сягає донині.

### Офіційні відносини
Польща має посольство в Алжирі, а Алжир представлений у Польщі через своє посольство в Варшаві.

### Історичні відносини
Поряд із довгою історичною боротьбою в'єтнамців проти іноземного панування, свідками якої була більшість алжирських військ під час Війни в Індокитаї; Польська боротьба за свободу була натхненна іншим великим натхненням алжирців усіх алжирських еліт, які здобули освіту в Європі і які виступали проти французького колоніалізму, що потім спровокував Алжирську війну 1954 року.
Як повідомляється, Фронт національного визволення перебував під впливом боротьби Польщі проти нацистської Німеччини, а також Радянського Союзу протягом Другої світової війни.
Італо-алжирський фільм Битва за Алжир був популярним серед поляків у 1960-х роках і надихнув наступний рух Солідарність, який передбачав крах комуністичного режиму навколо Східна Європа.

### Сучасні відносини

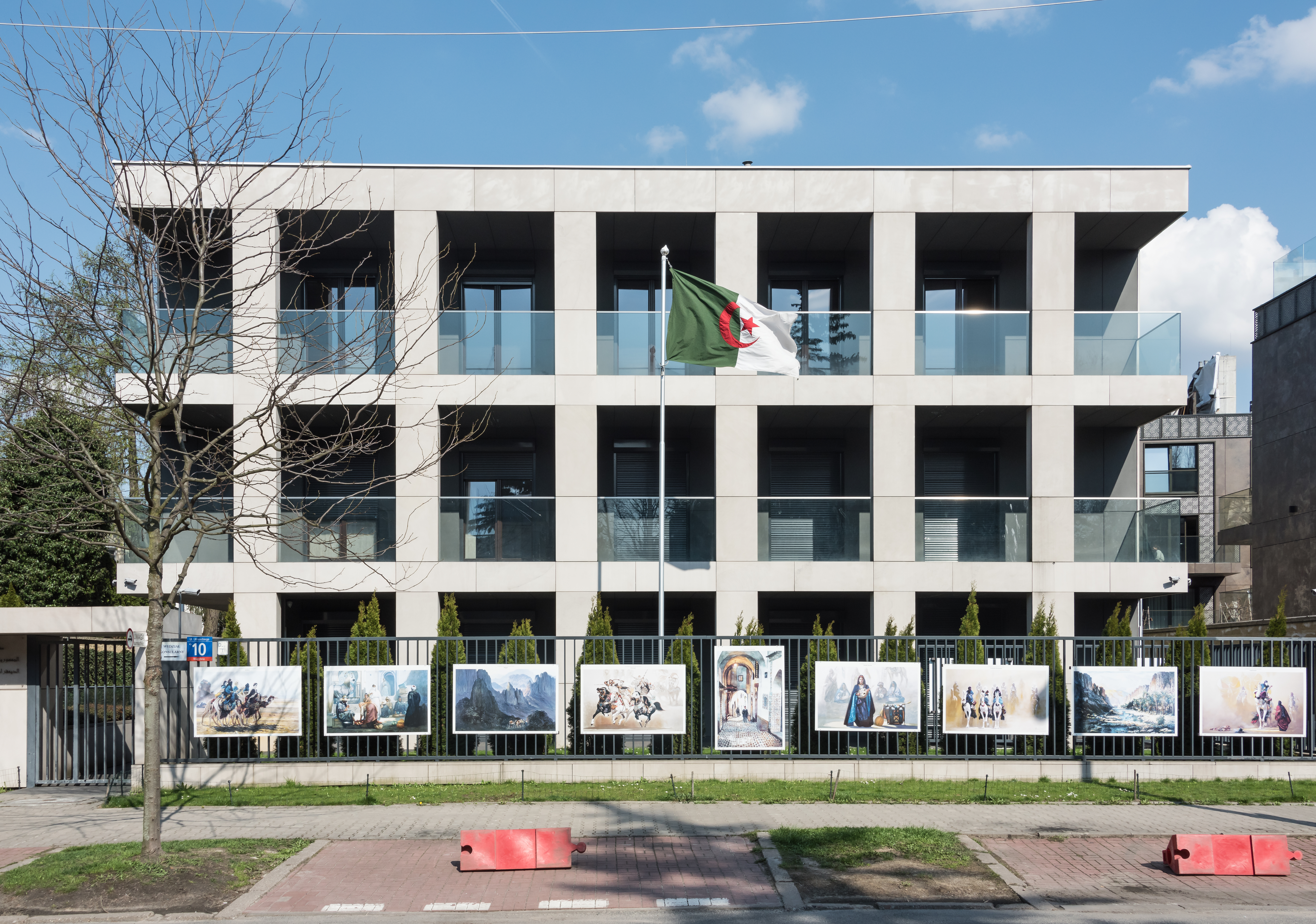
Посольство Алжиру у Варшаві

Польща та Алжир підтримують значні відносини у світі бізнесу У 2016 році Польща та Алжир скасували візовий режим для власників дипломатичних паспортів.
Міністр закордонних справ Польщі відвідав Алжир у 2017 році для посилення торгівлі та співпраці між двома країнами. Міністр Алжиру Мустафа Гітуні також зміцнює енергетичну співпрацю з Польщею.
Алжир вважає Польщу важливим партнером у Європі.